# Spolna žleza
Spôlne žleze ali gonáde zajemajo pri ženski jajčnika in pri moškem moda. V njih se tvorijo spolne celice in spolni hormoni. 

## Embrionalni razvoj
Spolne žleze so parni organ, tako pri moškem kot pri ženski. V razvoju zarodka poteka razvoj spolnih žlez sprva enako pri ženski kot pri moškem, kasneje pa pri moškem zarodku povzroči testis determirajoči faktor razvoj mod, če pa je ta faktor odsoten, pa se razvijejo jajčniki. Testis determirajoči faktor je produkt gena na kromosomu Y, ki je prisoten le pri moških. Ker pride do diferenciacije spolnih žlez že med razvojem zarodka, štejemo spolne žleze k primarnim spolnim znakom. Prisotnost mod oziroma jajčnikov določa zarodku gonadni spol (genetski spol je določen že z oploditvijo glede na prisotnost spolnih kromosomov). Pri motnjah razvoja spolnih žlez lahko pride do hermafroditizma (dvosplolnosti) ter nastanka ovariotestisa, ki je spolna žleza, v kateri nastajata obe vrsti spolnih celic.

## Vloga
Spolne žleze izražajo tako eksokrino kot endokrino funkcijo.

### Eksokrina funkcija
Eksokrina funkcija spolnih žlez pri odraslih je gametogeneza – nastanek gamet (jajčec pri ženski in semenčic pri moškem). Pri moškem poteka proizvodnja semenčic od pubertete do visoke starosti, pri ženskah pa le do nastopa menopavze. 

### Endokrina funkcija
Endokrina funkcija spolnih žlez je proizvajanje in izločanje spolnih hormonov – pri moških androgenov, pri ženskah pa estrogenov in gestagenov.